# Kamp Krustier
«Kamp Krustier» (укр. «І знову табір Красті») — шістнадцята серія двадцять восьмого сезону мультсеріалу «Сімпсони», прем'єра якої відбулась 5 березня 2017 року у США на телеканалі «Fox».

## Сюжет
Історія розгортається відразу після подій серії «Kamp Krusty». Маленький помічник Санти слідує за одягом Гомера і Мардж, які займалися сексом у Бартовому будиночку на дереві. шеф Віґґам і Лу приїжджають на місце події. Гомер каже, що з дітьми все добре, і показує їм листівку з «Табора Красті»… Сцена перемикається на табір, де Барт та інші хулігани все руйнують.
Травмовані діти повертаються на автобусі під керівництвом Красті. Дітей ведуть на терапію, і терапевт каже Мардж, щоб вона стежила за Бартом. Повернувшись додому, Барт вдає, а Ліса страждає від посттравматичний стресовий розлад. Барт змушений спати разом з батькам, чим перериває їхню сексуальну активність.
Коли Гомер не може розважитися з Мардж, він рано вирушає на роботу. На АЕС Гомер стає більш продуктивним, ніж будь-коли, і навіть отримує підвищення від містера Бернса.
Однієї ночі Барт насправді бачить жахіття табору, коли він з Лісою пішли плавати на каное і просить Лізу про допомогу. Вони їдуть до парку розваг, де заново переживають травму.
Ввечері, дорогою додому, Гомер зупиняється біля «Красті Бургера». Барт, розлютившись на вдачу Ліси, відкидає «Сонечко» на стоянку. Коли Ліса виявляє, що капелюшку вже немає, вона стає невтішною. Згодом тієї ж ночі, Барта навідує гротескний «монстр Почуття Провини» — істоти, покритої слизом, яка нагадує йому про те, що він зробив. Водночас, чим більше Барт заперечує свою провину перед сестрою, тим більшою й огиднішою вона стає…
Тим часом Гомер відмовляється займатися сексом з Мардж, бо психологічно замінив його роботою. Мардж вважає, що їм, як і дітям, потрібна допомога терапевта. Той пропонує повернути дітей до «Табора Красті». Однак, табір був перетворений на «Клуб Крусті» для дорослих. Попри все, Мардж і Гомер «розважаються» у клубі.
Барт і Ліса знаходять колибу, яку відвідали після втечі з каное, і згадують ще одного хлопця на ім'я Чарлі, який був з ними і який впав у пороги і більше не повертався. Діти повідомляють про зникнення Чарлі в охорону клубу, і виявляють, що він живий, а також те, що Чарлі — не дитина, а маленька людина.
У сцені під час титрів показуються кадри уявних клонів Гомера за роботою.

## Цікаві факти і культурні відсилання
- Серія є сиквелом до серії 4 сезону «Kamp Krusty», через про що у серії кілька разів з'являються написи.
- Після того, як діти з'ясували, що з Чарлі і Барт каже, «радий, що все добре» з'являється напис: «…і так буде аж до серії „Kamp Krustiest“ (укр. «Ще більше табору Красті») у 52 сезоні (через 24 роки від 28 сезону, який вийшов через 24 роки після виходу серії „Kamp Krusty“ 1992 року). Із рейтингом 0,000000001 шоу № 1 того вечора» (англ. «and it will be until «Kamp Krustiest», season 52. Rating 0,000000001, number 1 show on the night.»)

## Ставлення критиків і глядачів
Під час прем'єри серію переглянули 2,56 млн осіб з рейтингом 1.1, що зробило її найпопулярнішим шоу на каналі «Fox» тієї ночі.
Денніс Перкінс з «The A.V. Club» дав серії оцінку C-, сказавши:
|  | Ну, ніхто не може звинуватити Сімпсонів у тому, що вони потоптали одну із найкращих серій усіх часів. Хоча, почекайте, оскільки «Kamp Krustier» знаходить спосіб переглянути класичний епізод Сімпсонів «Kamp Krusty», не розширюючи його, не деконструюючи і навіть не роблячи на нього пам’ятної пародії. Давно відсутній оригінальний сценарист «Kamp Krusty» Девід Стерн вперше за 18 років повернувся до шоу і створив щось настільки нешкідливо незабутнє — справжнє розчарування. |

Тоні Сокол з «Den of Geek» дав серії чотири з п'яти зірок, сказавши, що «серія — флешбек, в якому приділяється багато уваги терапії та подавленню сімейних пар, але, це все одно — безглуздо».
Згідно з голосуванням на сайті The NoHomers Club більшість фанатів оцінили серію на 1/5 із середньою оцінкою 2,48/5.